# العلاقات الأنغولية الهندوراسية
العلاقات الأنغولية الهندوراسية هي العلاقات الثنائية التي تجمع بين أنغولا وهندوراس.

## مقارنة بين البلدين
هذه مقارنة عامة ومرجعية للدولتين:
| وجه المقارنة                                              | أنغولا           | هندوراس          |
| --------------------------------------------------------- | ---------------- | ---------------- |
| المساحة (كم2)                                             | 1.25 مليون       | 112.49 ألف       |
| عدد السكان (نسمة)                                         | 29.78 مليون      | 9.27 مليون       |
| الكثافة السكانية (ن./كم²)                                 | 23.82            | 82.41            |
| العاصمة                                                   | لواندا           | تيغوسيغالبا      |
| اللغة الرسمية                                             | اللغة البرتغالية | اللغة الإسبانية  |
| العملة                                                    | كوانزا أنغولي    | لمبيرة هندوراسية |
| الناتج المحلي الإجمالي (بليون دولار)                      | 124.21 مليار     | 22.98 مليار      |
| الناتج المحلي الإجمالي (تعادل القوة الشرائية) بليون دولار | 184.83 مليار     | 41.14 مليار      |
| الناتج المحلي الإجمالي الاسمي للفرد دولار أمريكي          | 4.10 ألف         | 2.53 ألف         |
| الناتج المحلي الإجمالي للفرد دولار أمريكي                 |                  | 4.91 ألف         |
| مؤشر التنمية البشرية                                      | 0.533            | 0.606            |
| رمز المكالمات الدولي                                      | +244             | +504             |
| رمز الإنترنت                                              | .ao              | .hn              |
| المنطقة الزمنية                                           | ت ع م+01:00      | 00               |

## منظمات دولية مشتركة
يشترك البلدان في عضوية مجموعة من المنظمات الدولية، منها:
| علم المنظمة | اسم المنظمة                        | تاريخ انضمام أنغولا | تاريخ انضمام هندوراس |
| ----------- | ---------------------------------- | ------------------- | -------------------- |
|             | منظمة الشرطة الجنائية الدولية      | ?                   | ?                    |
|             | منظمة التجارة العالمية             | ?                   | ?                    |
|             | منظمة حظر الأسلحة الكيميائية       | ?                   | ?                    |
|             | مؤسسة التمويل الدولية              | 19 سبتمبر 1989      | 20 يوليو 1956        |
|             | يونسكو                             | 11 مارس 1977        | 16 ديسمبر 1947       |
|             | البنك الدولي للإنشاء والتعمير      | 19 سبتمبر 1989      | 27 ديسمبر 1945       |
|             | مؤسسة التنمية الدولية              | 19 سبتمبر 1989      | 23 ديسمبر 1960       |
|             | الأمم المتحدة                      | 1 ديسمبر 1976       | 17 ديسمبر 1945       |
|             | وكالة ضمان الاستثمار متعدد الأطراف | 19 سبتمبر 1989      | 30 يونيو 1992        |
|             | الاتحاد الدولي للاتصالات           | 13 أكتوبر 1976      | 27 أكتوبر 1925       |
|             | الاتحاد البريدي العالمي            | ?                   | ?                    |

## وصلات خارجية
- موقع وزارة الخارجية الأنغولية
- موقع وزارة الخارجية الهندوراسية